# Husák (okres Sobrance)
Husák je obec na Slovensku, v okrese Sobrance v Košickém kraji. V obci žije 176 obyvatel.

## Poloha
Obec leží ve Východoslovenské nížině v Popričném podhůří v údolí Toroškého potoka asi dva kilometry od hranic s Ukrajinou. Členitý povrch má nadmořskou výšku, která se pohybuje v rozmezí 150 až 338 m n. m., střed obce je ve výšce 220 m n. m.
Obec sousedí na severu s obcí Koromľa, na severovýchodě s obcí Petrovce, na východě s Ukrajinou, na jihu s obcí Vyšné Nemecké, na jihozápadě s Krčavou.

## Historie
Podle archeologických nálezů bylo území obce osídleno už v neolitu. První písemná zmínka o obci pochází z roku 1548, kdy byla jmenována jako Hwzak. Byla vlastněna rodem Druget z hradního panství Nevické (v té době Ukrajina). V roce 1599 bylo v obci 32 domácností, v roce 1715 jen 10. V roce 1828 v 34 domech žilo 385 obyvatel. V roce 1851 žilo v obci 240 obyvatel, z toho bylo 124 římskoatolíků, 110 řeckokatolíků a 6 židů. V letech 1939 až 1944 byla obec součástí Maďarska. V roce 1960 byla k obci připojena osada Močidlá. Hlavní obživou bylo zemědělství, chov dobytka a práce v lesích.

## Památky

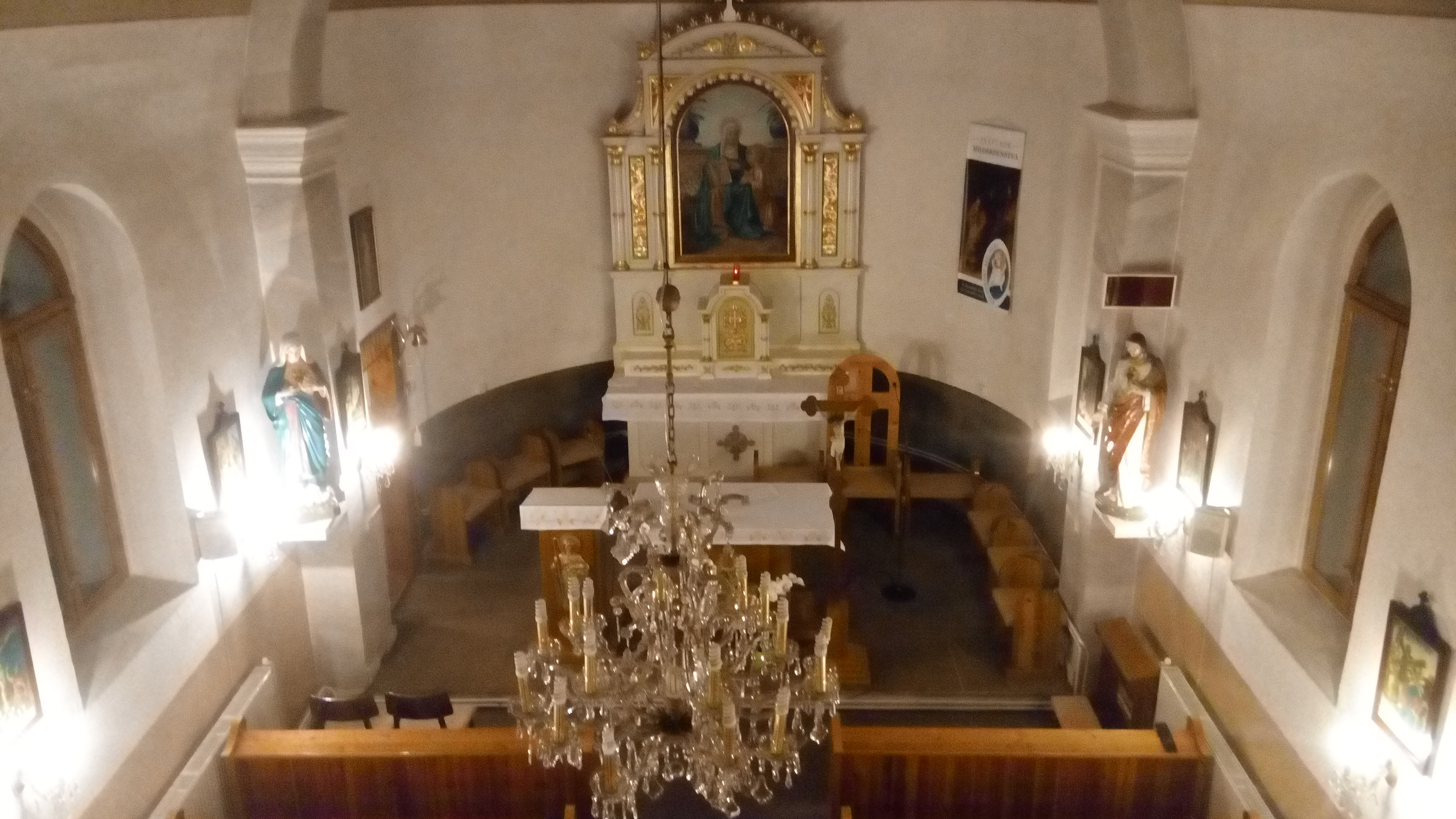
Interiér kostela svaté Anny

- Interiér kostela svaté AnnyŘímskokatolický filiální kostel svatého Jáchyma a svaté Anny, postavený v letech 1027 až 19278 v neoklasicistním slohu.[9] Jednolodní stavba s půlkruhovým uzávěrem kněžiště a věží. Fasády jsou členěné půlkruhově zakončenými okny, věž je horizontálně členěná kordonóvými římsami a ukončená jehlanovou střechou s lucernou. V interiéru se nachází hlavní oltář s prvky secese z doby výstavby kostela. V roce 1928 byl ulit zvon svatá Anna a druhý byl získán ze starší zvonice.